# 養父市立養父公民館
養父市立養父公民館（やぶしりつやぶこうみんかん）は、兵庫県養父市にある公民館。
　　　 

## 所在
〒667-0101 兵庫県養父市広谷250番地

## 概要
- 市民に多様な生涯学習の場所を提供し、生涯学習の振興に資するために設置された。施設の総称は「養父市養父公民館」

## 養父市立ビバホール
- ステージ　幅11m　高8m　奥行き9m
- 総客席数336名
- 特色的な事業として、1994年より2年に1度開催されるビバホールチェロコンクールがある。

## 養父市立養父体育館
- 競技場面積　814m2　（使用例：バレーコート2面等）　　観覧席237名